# Юксель, Эдже
Эдже́ Юксе́ль (тур. Ece Yüksel; род. 6 октября 1997, Стамбул) — турецкая актриса

.

## Ранние годы
Эдже Юксель родилась 6 октября 1997 года в Стамбуле, Турция. В семилетнем возрасте она начала посещать театральные курсы в Центре искусств Мюждата Гезена. После окончания средней школы, поступила на театральный факультет Университета Кадира Хаса и прошла обучение в Мастерской актёрского мастерства. На последнем году обучения в университете, шесть месяцев обучалась в Нидерландах по программе «Эразмус».

## Карьера
Юксель с детства снимается в рекламных роликах, фильмах и телесериалах. Её дебютной ролью на телевидении стала Омюр в телесериале «Бегущий по лезвию» (2008). Она дважды становилась лауреатом премии Аданского кинофестиваля «Золотой кокон» (2015, 2022), Театральной- и кинопремии Садри Алышика (2016), дважды премии Стамбульского кинофестиваля (2019, 2022) и премии Анкарского кинофестивая (2022) за роли в фильмах «Пока я не перестану дышать» (2015), «Сёстры» (2019) и «Эла, Хильми и Али» (2022).

## Личная жизнь
С юношеских лет Юксель состоит в отношениях с гражданином Нидерландов Мартином Веверсом. В июне 2022 года состоялась их помолвка, а 3 августа того же года они поженились. В июле 2023 года она стала гражданкой Нидерландов и объявила, что имеет двойное гражданство.

## Фильмография
| Год       |     | Русское название           | Оригинальное название           | Роль                    |
| --------- | --- | -------------------------- | ------------------------------- | ----------------------- |
| 2008      | с   | Бегущий по лезвию          | Bıçak Sırtı                     | Омюр                    |
| 2010      | ф   | Сезон охоты                | Av Mevsimi                      | Пелинсу                 |
| 2012      | с   | Великолепный век           | Muhteşem Yüzyıl                 | Хатидже-султан          |
| 2015      | ф   | Пока я не перестану дышать | Nefesim Kesilene Kadar          | Фунда                   |
| 2015      | ф   | Шкатулки                   | Çekmeceler                      | Дениз (учебный семестр) |
| 2015      | ф   | Незваный гость             | Davetsiz Misafir                |                         |
| 2015      | с   | Вишнёвый сезон             | Kiraz Mevsimi                   | Сенаджан Карайлы        |
| 2016      | кор | Неожиданный гость          | Unexpected Guest                |                         |
| 2019      | ф   | Сёстры                     | Kız Kardeşler                   | Нурхан                  |
| 2019      | ф   | Обязательная Аслы          | Bağlılık Aslı                   | Гюльнихаль              |
| 2020      | кор | Мамавилль                  | Mamaville                       | Ферах                   |
| 2020      | кор | Не нужно меня бояться      | Benden Korkmana Gerek Yok       |                         |
| 2021      | с   | Любовь для начинающих      | Aşk 101                         | Элиф                    |
| 2021—2023 | с   | Правосудие                 | Yargı                           | Инджи Эргуван           |
| 2022      | ф   | Эла, Хильми и Али          | Ela ile Hilmi ve Ali            | Эла                     |
| 2022      | ф   | Три тысячи лет желаний     | Three Thousand Years of Longing | Гюльтен                 |
| 2023      | ф   | За закрытыми дверями       | Behind Closed Doors             |                         |
| 2024      | ф   | 8 на 8                     | 8x8                             | Эда                     |
| 2024      | с   | Моя прекрасная жизнь       | Şahane Hayatım                  | Дениз Караджа           |